# Torre de Miguel Sesmero (kommunhuvudort)
Torre de Miguel Sesmero är en kommunhuvudort i Spanien.   Den ligger i provinsen Provincia de Badajoz och regionen Extremadura, i den sydvästra delen av landet, 300 km sydväst om huvudstaden Madrid. Torre de Miguel Sesmero ligger 322 meter över havet och antalet invånare är 1 197.
Terrängen runt Torre de Miguel Sesmero är huvudsakligen platt, men söderut är den kuperad. Terrängen runt Torre de Miguel Sesmero sluttar norrut. Runt Torre de Miguel Sesmero är det glesbefolkat, med 12 invånare per kvadratkilometer. Närmaste större samhälle är Barcarrota, 12,5 km söder om Torre de Miguel Sesmero. Omgivningarna runt Torre de Miguel Sesmero är huvudsakligen savann.